# Tarpeena
Tarpeena är en ort i Australien. Den ligger i kommunen Grant och delstaten South Australia, omkring 360 kilometer sydost om delstatshuvudstaden Adelaide. Antalet invånare är 404.
Runt Tarpeena är det mycket glesbefolkat, med 5 invånare per kvadratkilometer.. Närmaste större samhälle är Compton, omkring 18 kilometer sydväst om Tarpeena. 
Trakten runt Tarpeena består till största delen av jordbruksmark. Genomsnittlig årsnederbörd är 896 millimeter. Den regnigaste månaden är juni, med i genomsnitt 151 mm nederbörd, och den torraste är februari, med 15 mm nederbörd.